# 亞羅街

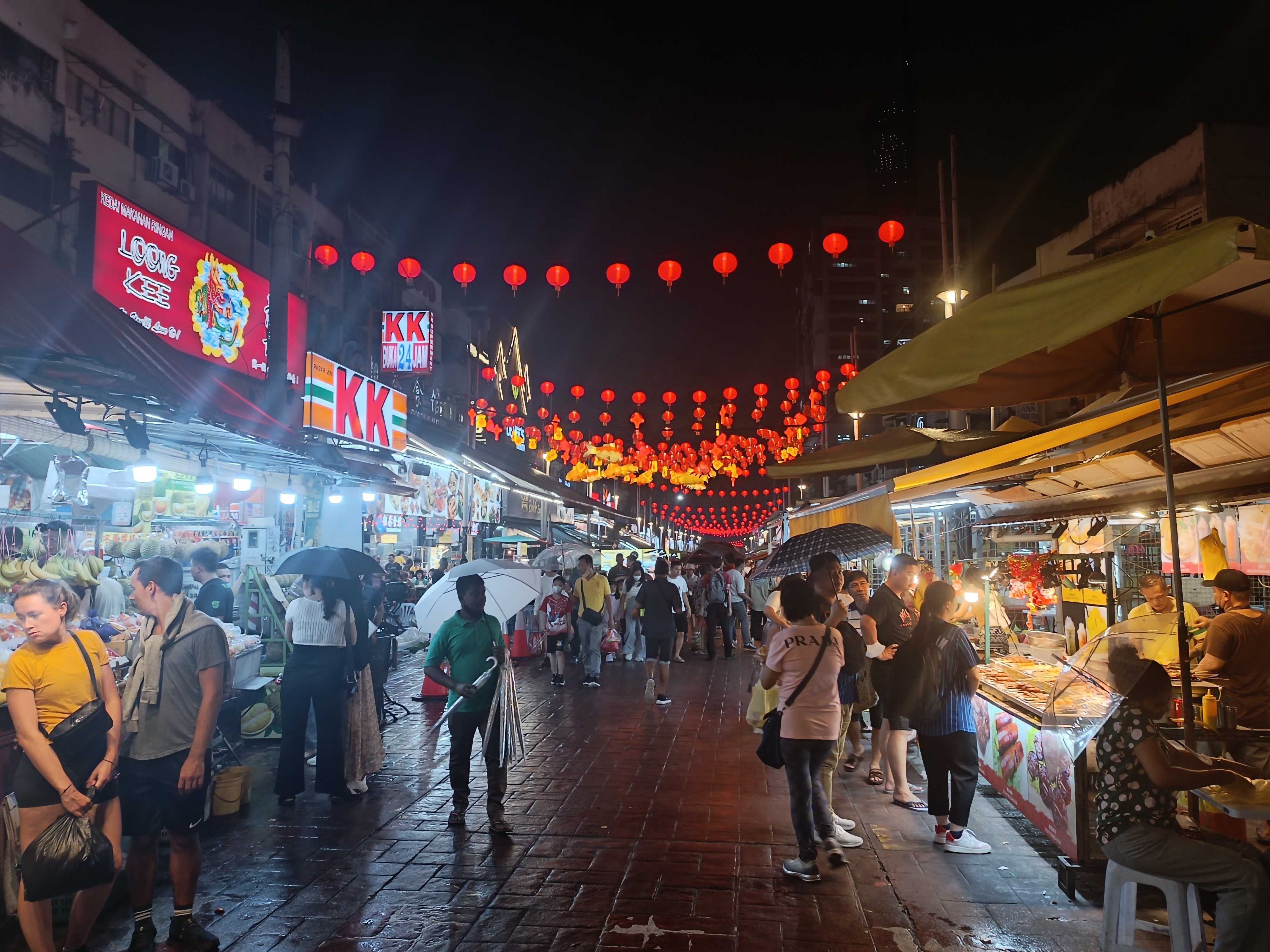
擠滿遊客的亞羅街

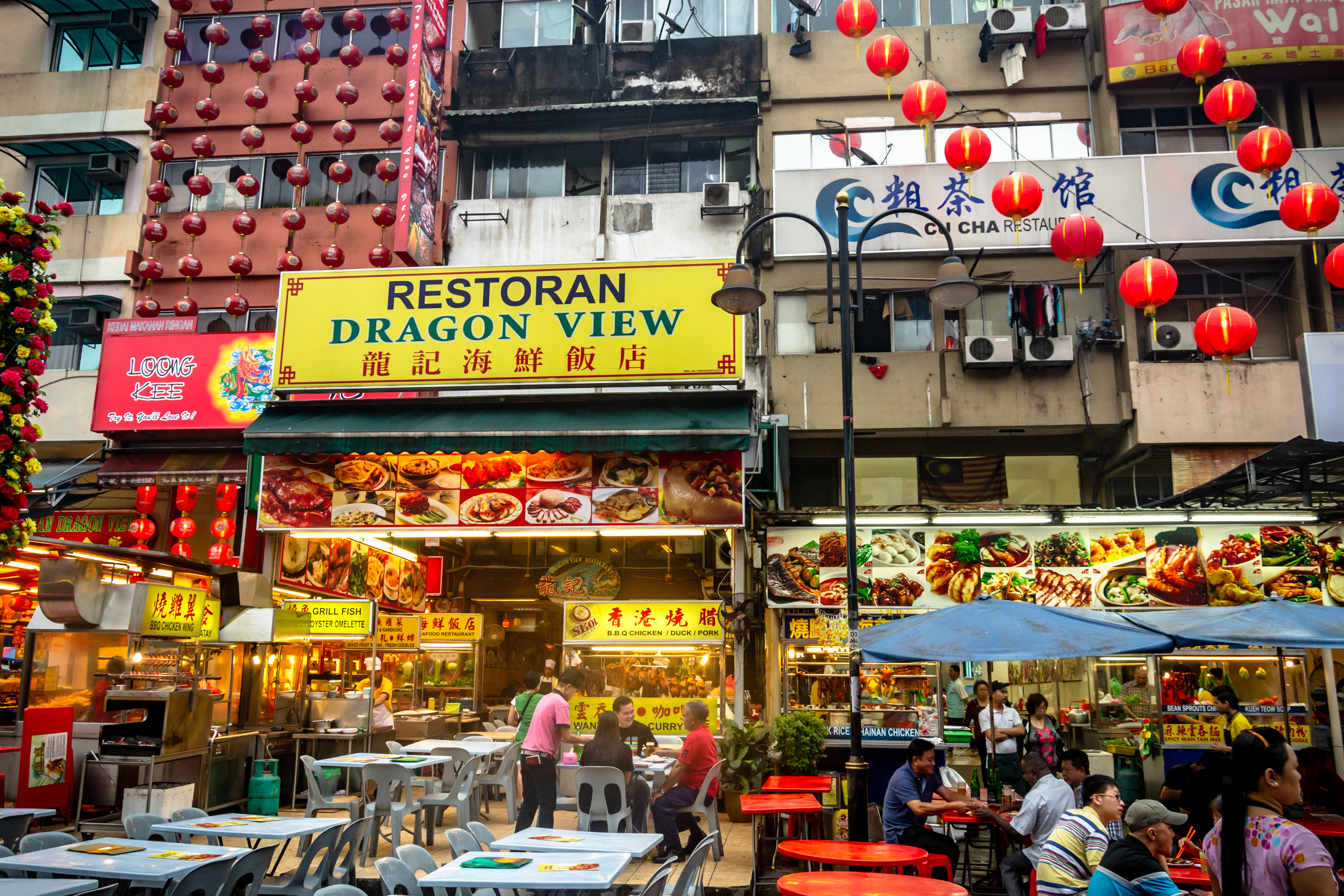
亞羅街白天的境況

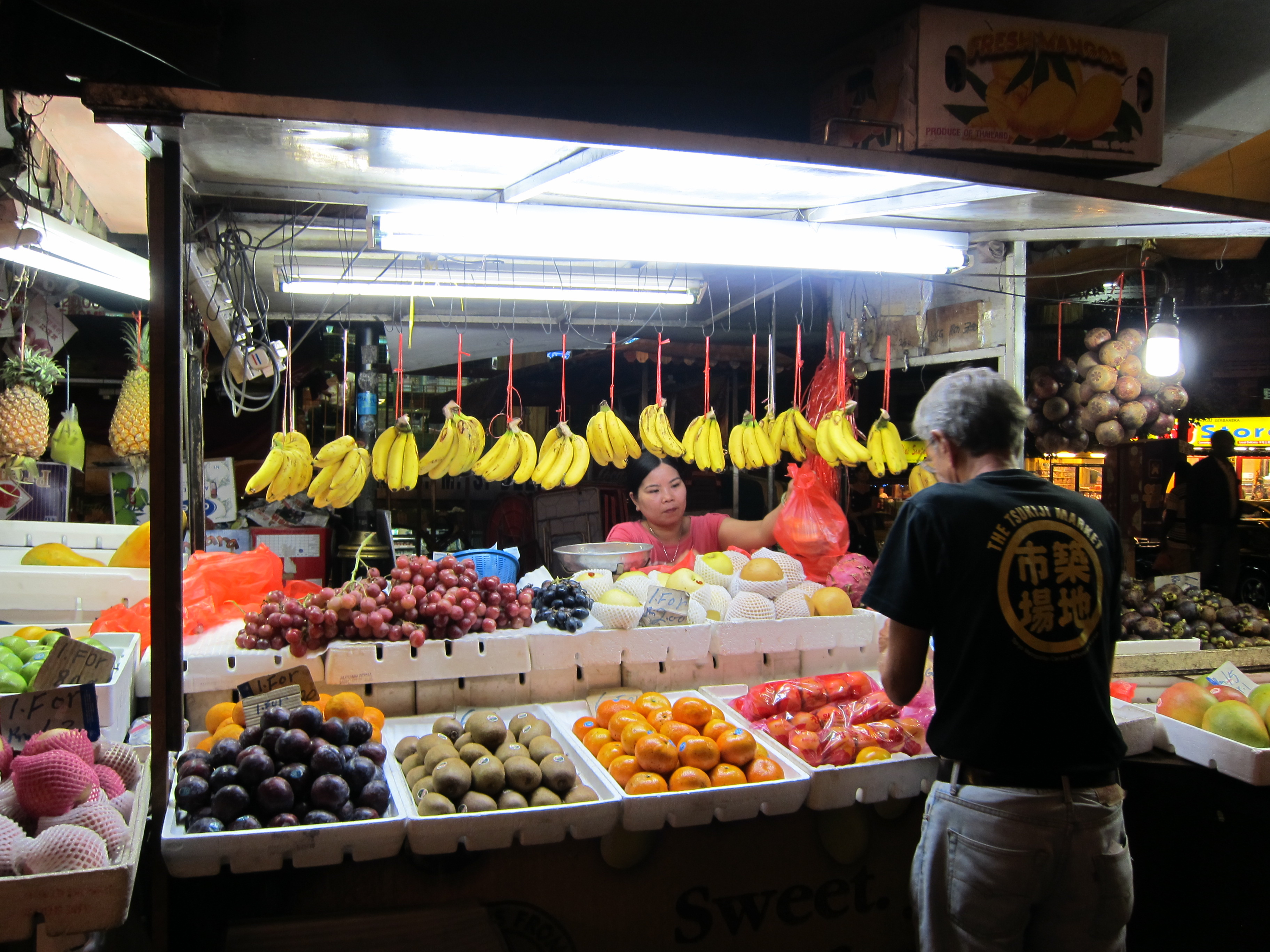
亞羅街聚集許多的水果攤販

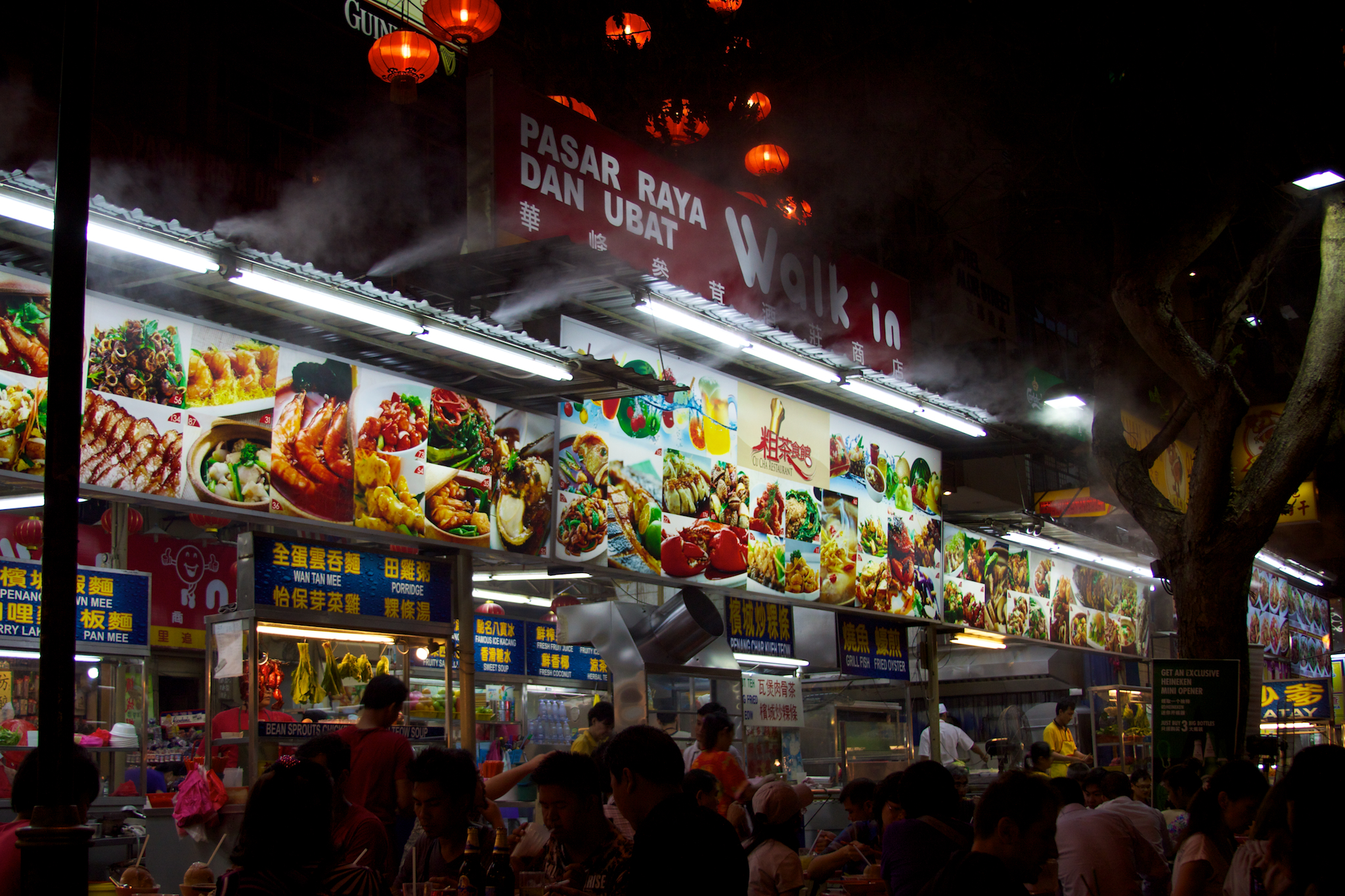
亞羅街各攤販的招牌

亞羅街位於吉隆坡武吉免登的西部，是吉隆坡最有名的觀光小吃街。街上匯集20多家餐廳及200家以上的攤檔，售賣馬來西亞華人傳統美食及粵式美食，因為在武吉免登商圈內，吸引大量的遊客前來。許多遊客到亞羅街尋找燒雞翼、烤魔鬼魚、炒粿條、沙爹和福建炒麵等美食，雖然價位與其他美食中心或美食街相比是稍高，但無損遊客們的兴致。
各國遊客擠滿路旁座椅吃香喝辣的盛況，成了亞羅街最大的特色一大特色，因為每天晚上這裡都人潮洶湧，除了茶餐室內的攤檔外，街上也有一些路邊攤擺賣馬來串燒、碌碌、炸物、水果、肉乾等。亞羅街大部分店家的營業時間為24小時，但攤販的營業時間通常是從下午3點至凌晨3點。除了餐廳和茶餐食外，亞羅街也聚集了許多的便宜賓館及酒店，許多遊客在這裡用餐後，都會移步到旁邊的章卡武吉免登續攤。

## 發展脈絡
亞羅街的歷史可追尋至二戰之前，當時亞羅街一帶的山坡分佈著許多的非法木屋。在1940年代起，開始有三層樓的店屋在這裡建起來，接著陸續興建更多的高樓層店屋，逐漸形成亞羅街。在50年代的亞羅街是有名的龍蛇混雜、黃色架步處處的紅燈區，也是貧困階級的聚集地，是一處三不管地帶。這時開始有小販在街邊拜檔營業，而當時光顧的熟客多為來自風月場所的顧客和當地的居民。在1970年至1980年代，亞羅街遍布酒吧、按摩中心、歌廳、舞廳、咖啡廳等，人流複雜，因此得到“小台北”的稱號。當時的舞廳猶如世界地圖，取名為“丹麥”、“東京”、“巴黎”等，艷旗高張，正經人家很少，流氓橫行，生面孔走進這條街，多數都會被劫財。
在1980年代，隨著武吉免登商圈的轉型，許多大型購物中心陸續營業，由於亞羅街距離金河廣場和武吉免登購物中心不遠，開始有市民及外地遊客到這裡用餐，但攤位數量仍不多。1990年代，這裡的治安好轉，攤販的數量也從從初期的數檔增加至目前的數百檔，小吃街開始成形，吸引許多外地遊客的到來，小販的生意蒸蒸日上，也成為吉隆坡著名的觀光景點。
從2002年杪起，吉隆坡市政局也曾多次進行美化工程，提升街道排水系統，以打造美食天堂。目前除了傳統的華人美食外，許多馬來人及外勞也開始在亞羅街擺攤做生意，賣起馬來西亞各地及東南亞各國的料理，使得亞羅街的食物選擇更多樣化。但非法外勞打工和經營生意也成為亞羅街的另一個大問題。

## 更名爭議
2008年，吉隆坡市政府為打造武吉免登商圈的品牌化，計劃將武吉免登的道路改採用太陽系的行星名稱，為此區製造新氣氛。當時亞羅街被建議改稱為“可佐拉路（Jalan Kejora）”，其名稱的中文意義為“金星路”而亞羅街在馬來文則有槽或巷弄的意思。在無預警的情況下，在2008年10月，亞羅街的路牌被更換成“可佐拉路”的路牌。此舉引起許多的民眾和商家的不滿，收集許多的反對意見及簽名呈交至市長辦公室，指出亞羅街這名稱以深刻烙印在市民及旅客的身上，貿然換名會讓遊客找不到亞羅街，且亞羅街這名稱有其歷史意涵，更名政策並不妥當。在10月29日，市長宣布保留亞羅街的原名，且將路牌置換後，才使風波落幕。